# Union Hill
Union Hill – wieś w Stanach Zjednoczonych, w stanie Illinois, w hrabstwie Kankakee.